# Xã Guthrie, Quận Hubbard, Minnesota
Xã Guthrie (tiếng Anh: Guthrie Township) là một xã thuộc quận Hubbard, tiểu bang Minnesota, Hoa Kỳ. Năm 2010, dân số của xã này là 555 người.